# Frontera entre Indonèsia i el Vietnam
La frontera entre Indonèsia i Vietnam és totalment marítima i se situa al mar de la Xina Meridional.
L'acord fronterer fou signat el 26 de juny de 2003 entre els dos ministres d'afers estrangers Nguyen Dy Nien del Vietnam i Hassan Wirajuda d'Indonèsie. Defineix un segment sobre la base de cinc punts:
- Punt 20 : 06º05’48” N, 105º49’12” E
- Punt H : 06º15’00” N, 106º12’00” E
- Punt H1 : 06º15’00” N, 106º19’01” E
- Punt A4 : 06º20’59.88” N, 106º39’37.67” E
- Punt X1 : 06º50’15” N, 109º17’13” E
- Punt 25 : 06º18’12” N, 109º38’36” E

Aquesta frontera és equidistant entre les illes Natuna que constitueix les illes frontereres d'Indonèsia d'una part i l'arxipèlag vietnamita de Côn Đảo i el Cap de Cà Mau de l'altra part.